# J. Stewart Burns
 (octobre 2019).
Si vous disposez d'ouvrages ou d'articles de référence ou si vous connaissez des sites web de qualité traitant du thème abordé ici, merci de compléter l'article en donnant les références utiles à sa vérifiabilité et en les liant à la section « Notes et références ».
J. Stewart Burns est un scénariste et producteur de télévision né le 4 décembre 1969 et travaillant pour Unhappily Ever After, Futurama et Les Simpson.
Il a obtenu une maîtrise universitaire ès sciences en Mathématiques à l'Université de Berkeley. À l'Université Harvard il écrivait pour le Harvard Lampoon.
En plus des scénarios pour les séries originales, Burns a écrit les scripts pour le jeu vidéo Futurama et pour les cinq premiers opus de la série des Spyro.
La similitude de son nom avec celui du personnage des Simpson, Charles Montgomery Burns, est une totale coïncidence, le personnage ayant été créé bien avant que Burns ne rejoigne l'équipe de la série.

## Filmographie

### Scénariste

#### PourFuturama
- 1999 : Trois Soleils
- 1999 : L'Université martienne
- 1999 : Fortes Têtes
- 2000 : Le Sud profond
- 2000 : La Femme cryonique
- 2001 : Tout se termine bien à Roswell
- 2002 : Buggalos en vadrouille
- 2003 : Futurama, le jeu
- 2011 : Neutopia

#### PourLes Simpson
| Année | Titre                                     | Titre original                        | Saison | Épisode | Réalisateur       |
| ----- | ----------------------------------------- | ------------------------------------- | ------ | ------- | ----------------- |
| 2003  | Moe, le baby-sitter                       | Moe Baby Blues                        | 14     | 22      | Lauren MacMullan  |
| 2003  | Ma plus belle histoire d'amour, c'est toi | The Way We Weren't                    | 15     | 20      | Mike B. Anderson  |
| 2005  | Mariage à tout prix                       | There's Somethin About Marrying       | 16     | 10      | Nancy Kruse       |
| 2006  | Le Vrai Descendant du singe               | The Monkey Suit                       | 17     | 21      | Raymond S. Persi  |
| 2007  | Homerazzi                                 | Homerazzi                             | 18     | 16      | Matthew Nastuk    |
| 2007  | Marge piégée par le net                   | Marge Gamer                           | 18     | 17      | Bob Anderson      |
| 2007  | Soupçons                                  | Eternal Moonshine of the Simpson Mind | 19     | 9       | Chuck Sheetz      |
| 2009  | Une adresse chic                          | Waverly Hills 9-0-2-1-D'oh            | 20     | 19      | Michael Polcino   |
| 2011  | Le Futur passé                            | Holidays of Future Passed             | 23     | 9       | Rob Oliver        |
| 2012  | Le Rest'oh social                         | The D'oh-cial Network                 | 23     | 11      | Chris Clements    |
| 2013  | Ce que veulent les femmes animées         | What Animated Women Want              | 24     | 17      | Steven Dean Moore |
| 2014  | Piratez cet épisode                       | Steal This Episode                    | 25     | 9       | Matthew Nastuk    |
| 2014  | Le Futur Avenir                           | Days of Future Future                 | 25     | 18      | Bob Anderson      |
| 2014  | Simpsorama                                | Simpsorama                            | 26     | 6       | Bob Anderson      |
| 2015  | Le Rêve de tout homme                     | Every Man's Dream                     | 27     | 1       | Matthew Nastuk    |
| 2015  | Manque de taffe                           | Puffless                              | 27     | 3       | Rob Oliver        |
| 2016  | Fland canyon                              | Fland Canyon                          | 27     | 19      | Matthew Nastuk    |
| 2016  | Amis et Famille                           | Friends and Family                    | 28     | 2       | Lance Kramer      |
| 2017  | Une ville de chiens                       | Dogtown                               | 28     | 22      | Steven Dean Moore |
| 2018  | L'Échelle de Flanders                     | Flanders' Ladder                      | 29     | 21      | Matthew Nastuk    |
| 2019  | Simpson Horror Show XXX                   | Treehouse of Horror XXX               | 31     | 4       | Timothy Bailey    |
| 2020  | La Malédiction de Lisa Simpson            | The Miseducation of Lisa Simpson      | 31     | 12      | Matthew Nastuk    |
| 2020  | Sans écran                                | Screenless                            | 31     | 15      | Michael Polcino   |
| 2021  | Retrouvailles mère-fille                  | Mother and Child Reunion              | 32     | 20      | Jennifer Moeller  |
| 2023  | Annule cet épisode                        | Write Off This Episode                | 34     | 19      | Matthew Nastuk    |
| 2024  | Le Problème des pourboires                | The Tipping Point                     | 35     | 17      | Matthew Nastuk    |
| 2025  | The Last Man Expanding                    | The Last Man Expanding                | 36     | 16      | Timothy Bailey    |
| 2025  | Yellow Planet                             | Yellow Planet                         | 36     | 18      | Timothy Bailey    |

#### PourUnhappily Ever After
- 1995 : Jack The Ripper
- 1995 : The Great Depression
- 1995 : The Rat
- 1995 : Making the Grade
- 1996 : Meter Maid
- 1996 : Getting More Than Some
- 1996 : Lightning Boy
- 1996 : Rock 'n' Roll
- 1996 : The Tell-Tale Lipstick
- 1997 : Shampoo
- 1997 : College!
- 1997 : Experimenting in College
- 1997 : Excorsising Jennie
- 1998 : Teacher's Pet

#### PourSpyro
- 1998 : Spyro the Dragon
- 1999 : Spyro 2: Gateway to Glimmer
- 2000 : Spyro: Year of the Dragon
- 2002 : Spyro: Enter the Dragonfly
- 2004 : Spyro: A Hero's Tail

### Producteur
- 1996-1998 : Unhappily Ever After (43 épisodes)
- 1999-2002 : Futurama (54 épisodes)
- 2003-2019 : Les Simpson (364 épisodes)
- 2014 : The Simpsons Take the Bowl
- 2016 : Planet of the Couches